# モダニズム文学
モダニズム文学（モダニズムぶんがく）は、20世紀文学の一潮流で、1920年前後に起こった前衛運動をさす。都市生活を背景にし、既成の手法を否定した前衛的な文学運動。ヨーロッパ、アメリカ合衆国、日本、ラテンアメリカなど各国でその動向が見られる。

## ヨーロッパ
ヨーロッパでは第一次世界大戦後のイギリスを中心に起こった。ジェームズ・ジョイス（『ユリシーズ』）、エリオット（『荒地』）、ヴァージニア・ウルフ、エズラ・パウンド、イェイツなど。フランス文学では、プルースト、アンドレ・ジッド、ポール・ヴァレリーらが代表的なモダニズムの作家・詩人である。

## 日本
日本では昭和初期から欧米の文芸作品、超現実主義などの文芸思潮の紹介を介して根付いた。横光利一、川端康成などの新感覚派の作品、吉行エイスケや龍胆寺雄などの風俗的なモダン趣味、現代詩初期の運動などが、日本のモダニズム文学の出発点と考えられている。小説の分野ではモダニズムの影響は表層的一過的であったが、現代詩の分野では、詩誌「詩と詩論」などの昭和初期のモダニズム運動から始まった流れは、戦後も詩誌「荒地」、「凶区」の詩、吉岡実の詩など、一貫した影響を残した。短歌の分野では前川佐美雄や斎藤史がモダニズム短歌と称され、俳句の分野では新興俳句の中でも特に日野草城がモダニズム俳句と称された。
例えば、湯川豊はモダニズム文学の特徴を次のように書いている。
- 前衛的である。モダニズム文学という言葉が、ボードレールの美術批評のなかの「現代性（モデルニテ）という言葉から始まったように、新しさを求める。
- 古典の再発見ということが、理念の中心にある。
- そこには研ぎすまされた方法意識がある。従来の文学がもっている表現方法がどんなものであるのかを知り、それを土台にして新しい文学をつくる、ということ。